# Saint-Cléophas-de-Brandon
Saint-Cléophas-de-Brandon är en kommun i provinsen Québec i Kanada. Den ligger i regionen Lanaudière, i den sydöstra delen av landet, 200 km nordost om huvudstaden Ottawa.